# Alterne

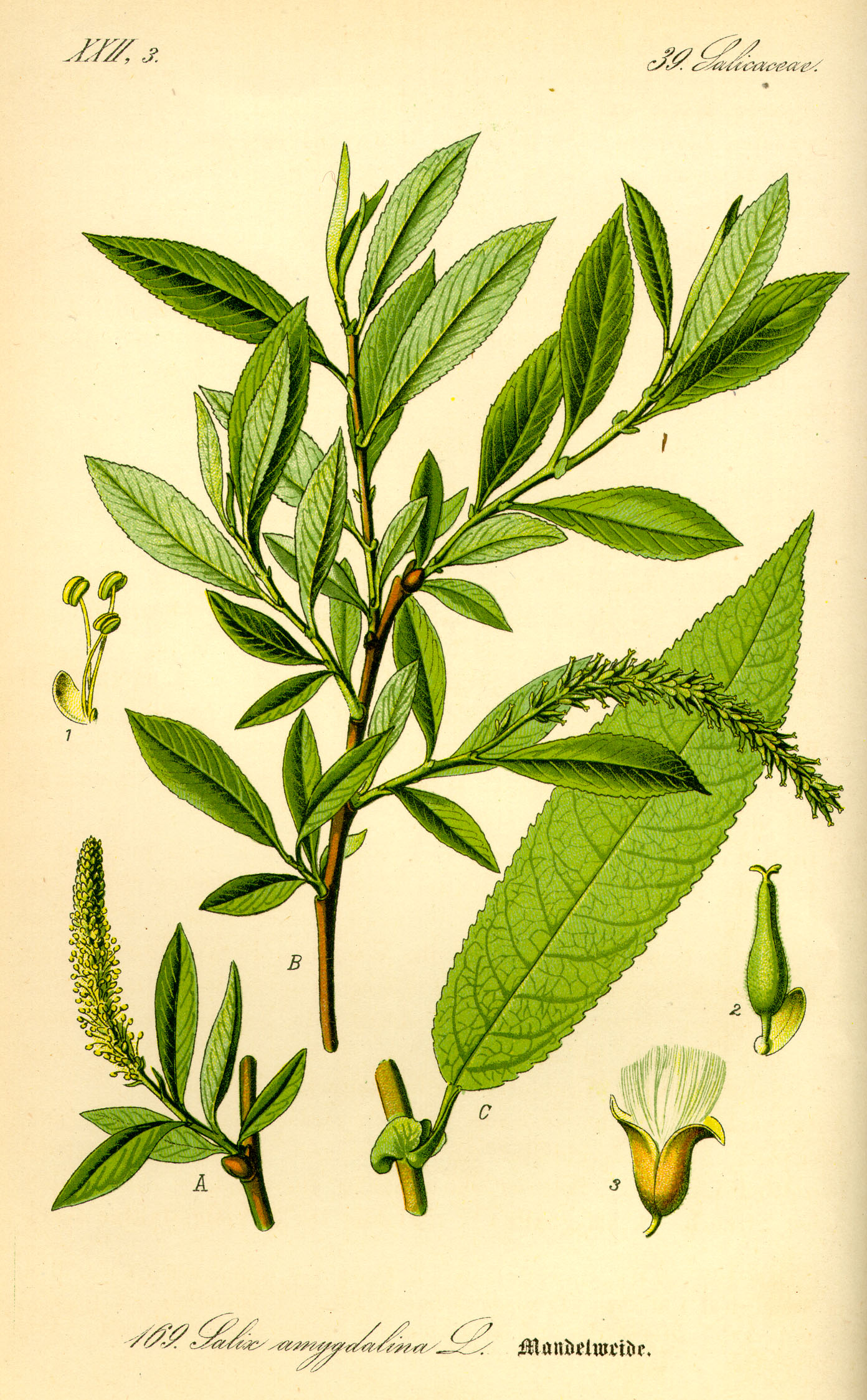
Feuilles alternes chez le saule à trois étamines (Salix triandra)

Les organes d'une plante sont dits alternes lorsqu'ils sont insérés isolément et à des niveaux différents sur une tige ou un rameau.
Les organes peuvent à l'inverse être opposés, décussés, distiques, en verticille ou en rosette.